# Lista de vereadores de Piraí
Esta é a lista de vereadores de Piraí, município brasileiro do estado do Rio de Janeiro.
A Câmara Municipal de Piraí é formada por onze representantes. O salão de sessões chama-se Plenário Ivan Vernon Gomes Torres.

## Legislatura de 2021–2024
Estes são os vereadores eleitos nas eleições de 15 de novembro de 2020, pelo período de 1° de janeiro de 2021 a 31 de dezembro de 2024:
| Mesa Diretora (2021-2022)           |                       |                        |                           |
| Nome                                | Início do mandato     | Fim do mandato         | Cargo                     |
| Alex Joaquim da Silva (PL)          | 1º de janeiro de 2021 | 31 de dezembro de 2022 | Presidente da Câmara      |
| João Carlos dos Santos Máximo (PDT) | 1º de janeiro de 2021 | 31 de dezembro de 2022 | Vice-presidente da Câmara |
| Carlos Alexandre C. da Silva (Rep.) | 1º de janeiro de 2021 | 31 de dezembro de 2022 | 1º Secretário             |
| Ronaldo Corrêa Leite (PATRI)        | 1º de janeiro de 2021 | 31 de dezembro de 2022 | 2º Secretário             |

|    | Nome                                                                                     | Partido                                | Votos | %    | Observações                                                                                      |
| -- | ---------------------------------------------------------------------------------------- | -------------------------------------- | ----- | ---- | ------------------------------------------------------------------------------------------------ |
| 1  | Alex Joaquim da Silva (2021-2022) (Vassouras, 28.05.1976–)                               | Partido Liberal (PL)                   | 675   | 3,94 | 2º mandato                                                                                       |
| 2  | Luiz Fernando Colucci Junior, Dentista (Rio de Janeiro, 16.12.1974–)                     | Partido Socialista Brasileiro (PSB)    | 641   | 3,74 | 2º mandato                                                                                       |
| 3  | Alexsandro Sena Silva (Volta Redonda, 21.09.1977–)                                       | Partido Democrático Trabalhista (PDT)  | 610   | 3,56 | 1º mandato                                                                                       |
| 4  | Mário Hermínio da Silva Carvalho (Antas, 15.10.1956–)                                    | Partido Socialista Brasileiro (PSB)    | 540   | 3,15 | 2º mandato                                                                                       |
| 5  | João Carlos dos Santos Máximo (Barra do Piraí, 07.09.1964–)                              | Partido Democrático Trabalhista (PDT)  | 514   | 3,00 | 4º mandato                                                                                       |
| 6  | José Paulo Carvalho de Oliveira, Russo (Carmo, 04.04.1965–)                              | AVANTE                                 | 462   | 2,70 | 2º mandato                                                                                       |
| 7  | Ronaldo Corrêa Leite, Didi (Piraí, 10.01.1964–)                                          | Patriota (PATRI)                       | 414   | 2,42 | 1º mandato                                                                                       |
| 8  | Vicente Celestino do Nascimento, Vicente Arrozal (Rio Claro, 03.05.1967–)                | Movimento Democrático Brasileiro (MDB) | 401   | 2,34 | 1º mandato                                                                                       |
| 9  | Moacir Gonçalves da Rocha Junior, Rocha (Piraí, 24.05.1982–)                             | Democratas (DEM)                       | 388   | 2,26 | 2º mandato Licenciado desde 14.01.2021, no cargo de Secretário mun. de Agricultura e M. Ambiente |
| 10 | Wilden Vieira da Silva, Prico (Piraí, 14.01.1978–)                                       | Partido Social Cristão (PSC)           | 335   | 1,96 | 2º mandato                                                                                       |
| 11 | Carlos Alexandre Correia da Silva, Xandeco (Piraí, 16.09.1983–)                          | REPUBLICANOS                           | 296   | 1,73 | 1º mandato                                                                                       |
| –  | Sebastião dos Santos Justiniano, Batata Segurança do Banco (Rio de Janeiro, 12.04.1966–) | Democratas (DEM)                       | 282   | 1,65 | 1º mandato Assumiu em 14.01.2021 no lugar de Junior Rocha                                        |

## Legislatura de 2017–2020
Estes são os vereadores eleitos nas eleições de 2 de outubro de 2016, pelo período de 1° de janeiro de 2017 a 31 de dezembro de 2020:
|    | Nome                                                                 | Partido                                            | Votos | %    | Observações |
| -- | -------------------------------------------------------------------- | -------------------------------------------------- | ----- | ---- | ----------- |
| 1  | Luiz Fernando Colucci Junior, Dentista (Piraí, 16.12.1974–)          | Partido Democrático Trabalhista (PDT)              | 683   | 3,81 | 1º mandato  |
| 2  | Alex Joaquim da Silva (2019-2020) (Vassouras, 28.05.1976–)           | Partido Progressista (PP)                          | 586   | 3,27 | 1º mandato  |
| 3  | Mário Hermínio da Silva Carvalho (2017-2018) (Antas, 15.10.1956–)    | Partido do Movimento Democrático Brasileiro (PMDB) | 585   | 3,26 | 1º mandato  |
| 4  | Moacir Gonçalves da Rocha Junior, Rocha (Piraí, 24.05.1982–)         | Democratas (DEM)                                   | 551   | 3,07 | 1º mandato  |
| 5  | Paulo César Leandro Simplício, Cesinha (Rio de Janeiro, 26.11.1977–) | Partido Democrático Trabalhista (PDT)              | 534   | 2,98 | 1º mandato  |
| 6  | José Paulo Carvalho de Oliveira, Russo (Carmo, 04.04.1965–)          | Partido Trabalhista do Brasil (PTdoB)              | 518   | 2,89 | 1º mandato  |
| 7  | Darlei Gomes de Moraes (Rio de Janeiro, 27.04.1961–)                 | Partido do Movimento Democrático Brasileiro (PMDB) | 463   | 2,58 | 1º mandato  |
| 8  | Flávio de Almeida Ribeiro, Banana (Piraí, 07.09.1972–)               | Partido Trabalhista do Brasil (PTdoB)              | 453   | 2,53 | 1º mandato  |
| 9  | Wilden Vieira da Silva, Prico (Piraí, 14.01.1978–)                   | Partido Social Cristão (PSC)                       | 447   | 2,49 | 1º mandato  |
| 10 | João Carlos dos Santos Máximo (Rio de Janeiro, 07.09.1964–)          | Partido Democrático Trabalhista (PDT)              | 441   | 2,46 | 3º mandato  |
| 11 | Dr. Ricardo Campos Passos (Piraí, 15.10.1994–)                       | Partido Social Democrático (PSD)                   | 383   | 2,14 | 1º mandato  |

## Legenda
| Cor  | Significado          |
| Bege | Presidente da Câmara |
| Azul | Suplente             |